# Tiny Toon Adventures (videojuego)
Tiny Toon Adventures es un videojuego para la consola Nintendo Entertainment System. Fue publicado y desarrollado por Konami en 1991.
Consiste en controlar a Buster Bunny,a Plucky Duck a Dizzy Devil y a Furrball para salvar a Babsy Bunny de las garras del adinerado Montana Max. Es un juego de plataformas parecido a Super Mario Bros  Y a Super Mario Bros 3.

## Personajes jugables
- Buster Bunny: Es el más veloz y el de mayor salto.Es el personaje promedio más recomendable,pero su único ataque es saltar.
- Plucky Duck: Es el único personaje que puede volar. Su capacidad natatoria es superior al del resto de personajes. También es capaz de usar un remolino bajo el agua para acabar con los enemigos.
- Dizzy Devil: Utiliza su torbellino para salir de situaciones peligrosas.
- Furrball: Es el único personaje que puede trepar por los muros.